# 159 pr. n. št.

## Dogodki
- Rim: Marcus Aemilius Lepidus je petič postal princeps senatus.

## Smrti
- Eumen II., kralj Pergamona (* pred 220 pr. n. št.)
- Publius Terentius Afer, rimski dramatik.